# Patíbulo

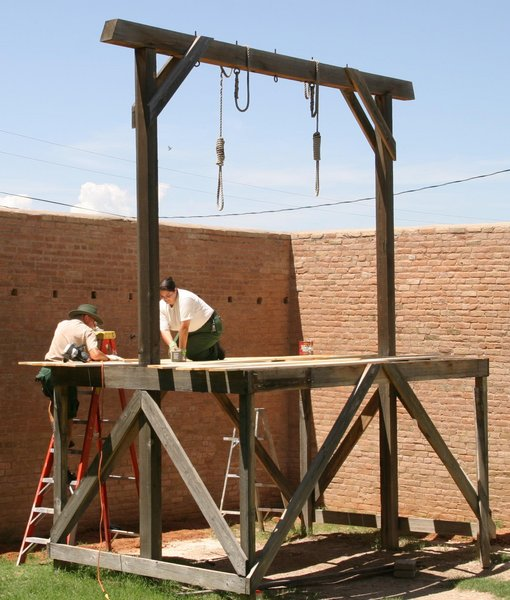
Um patíbulo exposto num museu do Arizona, Estados Unidos

Patíbulo ou cadafalso é uma estrutura, tipicamente de madeira, usada para a execução em público, seja por enforcamento, degolação ou outra forma. Na primeira o modelo mais comum consiste de um "L" invertido (ou a letra grega Γ), onde uma corda é pendurada na parte superior. Tal corda é amarrada em volta do pescoço do condenado que, após perder o apoio para os pés, terá o corpo suspenso. Isso ocasionará sua morte seja pela quebra do pescoço ou por asfixia.